# Emile Roemer
Emile Gerardus Maria Roemer (Boxmeer, 24 augustus 1962) is een Nederlands politicus en bestuurder. Hij is lid van de SP. Sinds 1 december 2021 is hij commissaris van de Koning in Limburg. Eerder was hij waarnemend burgemeester van Heerlen (2018–2020) en Alkmaar (2020–2021). Daarvoor was hij politiek leider van de SP en fractievoorzitter van de SP in de Tweede Kamer (2010–2017).

## Levensloop

### Jeugd en opleiding
Roemer werd geboren als vierde in een gezin met vijf kinderen, een jongere zus en drie oudere broers. Zijn ouders zijn afkomstig uit Rotterdam. Zijn vader Chris was tijdens de Tweede Wereldoorlog in Rotterdam betrokken bij de hulp aan onderduikers en werkte later als afdelingshoofd op een kantoor bij een veevoerbedrijf en was actief in allerlei besturen. Zijn moeder was actief bij de katholieke vrouwenbond en in het CDA.
Na de Katholieke Jongensschool Petrus en het doorlopen van de mavo en havo op het Elzendaalcollege in Boxmeer en de Pedagogische Academie Groenewoud was Roemer korte tijd werkzaam bij Stork en Nestlé en als invalkracht bij basisschool De Biest in Boxmeer. Van 1986 tot 2002 was hij onderwijzer op achtereenvolgens de rooms-katholieke school 't Schrijverke in Beuningen (1986–1992) en jenaplanschool De Peppels in Boxmeer (1992–2002), waar hij vanaf 2000 ook locatieleider was.

### Gemeentelijke politiek
Roemer werd in 1980 lid van de Socialistische Partij (SP). Van 1980 tot 2006 was hij voorzitter van de afdeling Boxmeer van de partij. Vanaf 1 januari 1994 was hij gemeenteraadslid en fractievoorzitter van de SP in Boxmeer. Vanaf 1997 was hij lid van het partijbestuur van de SP, deze functie gaf hij echter op toen hij locatieleider werd van De Peppels in Boxmeer. Na de gemeenteraadsverkiezingen 2002 werd hij in Boxmeer wethouder van Financiën en locoburgemeester in een college met VVD en CDA. Deze functie vervulde hij tot 2006.
Gedurende zijn termijn als wethouder financiën liepen de tekorten van de gemeente Boxmeer, die grotendeels ontstaan waren voordat Roemer wethouder werd, verder op. Om die reden werd de gemeente in 2004 voor de periode van een jaar onder preventief toezicht gesteld door de provincie Noord-Brabant. Volgens collega-wethouders uit die periode, waaronder twee van VVD-huize, viel Roemer in dit alles niets te verwijten. Het toenmalige college van CDA, VVD en SP nam gezamenlijk het besluit om geleidelijk te bezuinigen.

### Landelijke politiek
Op 11 april 2007 hield hij zijn maidenspeech als Tweede Kamerlid bij het debat over de binnenvaartwet. Roemer was woordvoerder op Verkeer en Waterstaat. Na het aftreden van Agnes Kant werd Roemer op 5 maart 2010 gekozen tot fractievoorzitter van de SP. Bij de Tweede Kamerverkiezingen 2010 was hij lijsttrekker. De SP haalde tijdens deze verkiezingen vijftien zetels, een verlies van tien ten opzichte van 2006.
Roemer was ook lijsttrekker voor de SP bij de Tweede Kamerverkiezingen 2012. De partij handhaafde hierbij haar vijftien zetels. Dit resultaat werd door veel aanhangers van de partij als een teleurstelling ervaren, met name omdat de SP onder Roemer tot zeer kort voor deze verkiezingen gedurende lange tijd op een forse winst in de peilingen stond. Bij de Tweede Kamerverkiezingen 2017 was Roemer weer lijsttrekker en verloor de SP één zetel.
Op 13 december 2017 kondigde hij aan met onmiddellijke ingang af te treden als fractievoorzitter en in januari 2018 de Tweede Kamer te zullen verlaten. Hij werd dezelfde dag als fractievoorzitter opgevolgd door Lilian Marijnissen. Op 17 januari 2018 werd hij in het parlement opgevolgd door Mahir Alkaya.

### Waarnemend burgemeesterschap
Commissaris van de Koning Theo Bovens benoemde Roemer per 16 maart 2018 tot waarnemend burgemeester van Heerlen, ter vervanging van burgemeester Ralf Krewinkel die met ziekteverlof ging. Hij was daarmee de eerste burgemeester van de SP. In september 2020 werd hij opgevolgd door Roel Wever.
Vervolgens werd Roemer per 1 oktober 2020 benoemd tot waarnemend burgemeester van Alkmaar. Hij nam de plaats in van Piet Bruinooge die, mede wegens gezondheidsredenen, per die datum zijn functie neerlegde. Op 23 juni 2021 droeg hij het stokje over aan de nieuwe burgemeester Anja Schouten.

### Commissaris van de Koning in Limburg
Op 1 oktober 2021 droegen Provinciale Staten van Limburg hem voor als nieuwe commissaris van de Koning in deze provincie. Op 29 oktober 2021 werd bekendgemaakt dat de ministerraad de voordracht heeft overgenomen en hem liet benoemen per 1 december 2021. Op 18 november 2021 werd Roemer beëdigd door de Koning. Als commissaris van de Koning heeft hij in zijn portefeuille Rijkstaken, Bestuurlijke en ambtelijke Integriteit, Veiligheid, Algemene Juridische zaken, Strategie, Communicatie en Branding, Coördinatie internationalisering en EMR en Personeel- en organisatiebeleid.

### Andere activiteiten

#### Aanjaagteam Bescherming Arbeidsmigranten
In mei 2020 werd Roemer aangesteld als voorzitter van het Aanjaagteam Bescherming Arbeidsmigranten, een interdepartementaal team dat op regionaal niveau oplossingen diende te zoeken voor het tijdens de coronacrisis veilig en eerlijk in Nederland kunnen werken van arbeidsimmigranten. Daarnaast diende het aanjaagteam te monitoren of er sprake was van tekorten of overschotten aan arbeidsimmigranten en zo nodig hiervoor arbeidsbemiddeling stimuleren. Op 11 juni dat jaar bracht de commissie haar eerste advies uit. Op 30 oktober van dat jaar bracht de commissie haar tweede advies uit.

#### Verbetering kwaliteit rijschoolbranche
Op 19 oktober 2020 werd Roemer op verzoek van de minister van Infrastructuur en Waterstaat, Cora van Nieuwenhuizen, aangesteld als onafhankelijk adviseur om te onderzoeken hoe de kwaliteit van de rijschoolbranche verbeterd kon worden. Op 14 april 2021 bracht hij zijn adviesrapport uit.

#### Nevenfuncties
Roemer was, naast zijn nevenfuncties ambtshalve als commissaris van de Koning in Limburg, tot april 2022 lid van de raad van advies van ProDemos, Huis voor democratie en rechtsstaat. Hij bekleedt diverse erefuncties en beschermheerschappen.

## Persoonlijk
Roemer is getrouwd en heeft twee dochters. In een interview met Andries Knevel op 30 augustus 2016 vertelde Roemer dat hij nog steeds rooms-katholiek van geloof is. Hij noemde paus Franciscus een socialist. In 2022 leefde Roemer voor het televisieprogramma Kloostergasten enkele dagen  samen met kloosterlingen.

## Publicatie
- Tot hier - en nu verder Aspekt, 2010. ISBN 978-90-5911-404-3
- Emile Roemer: Het kan wel. Tussen Binnenhof en buitenwereld. Amsterdam, Van Gennep, 2015. ISBN 978-94-6164-374-2

- Gemeinsame Normdatei: 142371386
- International Standard Name Identifier: 0000 0001 1945 4123
- Library of Congress Control Number: n2011029032
- Nederlandse Thesaurus van Auteursnamen: 324422784
- Parlement.com: vher1d4gnvtl
- Virtual International Authority File: 261777216
- WorldCat: E39PBJqfGdfPrh3jpmGGQ6Y3wC